# Гаштольд, Станислав
Станислав Гашто́льд (Гошто́вт; ок. 1507 — 18 декабря 1542) — государственный деятель Великого княжества Литовского. Последний представитель рода Гаштольдов герба Абданк. Воевода новогрудский в 1530—1542 годах и трокский в 1542 году. Самостоятельной политической роли не играл, содействуя своему отцу Альбрехту.
Женат на Барбаре, дочери гетмана великого Юрия Радзивилла, а позднее жене короля польского и великого князя литовского Сигизмунда Августа. После смерти Станислава род Гаштольдов угас, их земли перешли Сигизмунду Августу и стали основой Трабского, Радошковичского, Воложинского и Любчанского староств.
По мнению историка Николая Улащика, Станислав был вероятным инициатором создания легендарной истории основания Великого княжества Литовского, записанной во второй редакции белорусско-литовских летописей.